# Chatan Yara
Pour les articles homonymes, voir Yara.
 (décembre 2023).
Si vous disposez d'ouvrages ou d'articles de référence ou si vous connaissez des sites web de qualité traitant du thème abordé ici, merci de compléter l'article en donnant les références utiles à sa vérifiabilité et en les liant à la section « Notes et références ».
Chatan Yara (北谷 屋良, Chatan Yara), né en 1668 à Shuri et mort en 1756, est considéré un des tout premier "maitre" de "Te" à Okinawa ("te" = main). 
On pense qu'il fut l'un des maîtres de Peichin Takahara, qui fut lui-même un des maîtres de Kanga Sakugawa dit "Tode Sakugawa", "Sakugawa main chinoise".
Par la suite, il aurait lui-même enseigné à Sakugawa, en particulier le kata "Hakutsuru" (Kata de la Grue Blanche).
Yara est né à Chatan, à l'époque un petit village d'Okinawa.

## Histoire
Selon la plupart des sources, les parents de Yara, l'auraient  envoyé en Chine, quand il avait 12 ans, pour qu'il étudie le chinois et les arts martiaux
Ce serait un maître chinois du nom de Wong Chung-Yoh qui lui aurait enseigné le maniement du Bō, le bâton long, et des Saï, les poignards tridents.
Peu après son retour à Shuri, vers 1700, il secourut une femme agressée par un samouraï. Il a d'abord évité l'attaque au sabre du samouraï. Puis, il s'empara d'une rame sur une barque proche, à l'aide de laquelle il désarma et tua le samouraï.
Quelque temps plus tard, ce sauvetage étant parvenu aux oreilles des officiers locaux, ceux-ci l'on recruté pour qu'il enseigne son art martial à la communauté, pour que les gens puissent se défendre.